# Macalpinia canadensis
Macalpinia canadensis är en stekelart som beskrevs av Yoshimoto 1975. Macalpinia canadensis ingår i släktet Macalpinia och familjen dvärgsteklar. Inga underarter finns listade i Catalogue of Life.